# 刘学新
刘学新（1963年12月—），山东泰安人，生于青岛。1985年4月加入中国共产党，1989年7月参加工作，研究生学历，经济学硕士。曾任中共上海市委常委、市纪委书记，市监察委员会主任，现任中共中央纪委副书记、国家监察委员会副主任。中共第十九届、二十届中央纪委委员。

## 生平
厦门大学计划统计系国民经济计划与管理专业毕业。1985年4月加入中国共产党，曾任国家计委政策研究室国际调研处副处长。2001年1月，任国务院办公厅副局级秘书。同年6月，任海关总署副局级干部。2003年4月，任海关总署加工贸易及保税监管司副司长。2004年7月，任天津海关副关长、党组副书记（正局级）。2008年7月，任海关总署办公厅副主任兼国家口岸管理办公室副主任。2009年4月，任海关总署政治部副主任、人事教育司司长。2014年4月，任海关总署政治部副主任、人事教育司司长、直属机关党委副书记。2015年9月，任中央纪委第九纪检监察室主任。2016年10月，任中共福建省委常委、省纪委书记。2018年1月，当选为福建省监察委员会主任。同年2月24日，当选为第十三届全国人大代表。
2020年5月，刘学新调任中共上海市委常委、市纪委书记。同年7月，当选为上海市监察委员会主任。2022年6月28日，中国共产党上海市第十二届委员会第一次全体会议选举刘学新为上海市纪委书记
2022年10月，当选为中共中央纪委副书记，且担任国家监察委员会副主任。